# 劉邦の大風歌 -漢建国記-
『劉邦の大風歌 -漢建国記-』（りゅうほうのたいふうか かんけんこくき、原題：大风歌）は、2009年の中国のテレビドラマ。総制作費約6億円。全44話。

## 概要
劉邦と薄姫の子、劉恒（文帝）の成長物語。

## スタッフ
- 監督：ホアン・ジェンチョン
- 脚本：リー・ショウル、チャン・ウェイジャ

## キャスト
- 劉邦：レイ・ロイ（中国語版）
- 呂后：ワン・ジー（中国語版）
- 劉恒：リウ・ムー（中国語版）
- 韓信：チャン・グァンベイ（中国語版）
- 張良：マー・シャオウェイ（中国語版）